# No3b
no3b（日语：ノースリーブス），日本女子團體AKB48的衍生子團，由三位AKB48的創團成員小嶋陽菜、高橋南、峯岸南组成。

## 組合概要
2008年，在日本某個紀念日（適合洗澡的好日子）的11月26日當天，以一個名為「脫掉制服走出秋葉原（制服を脱いで秋葉原を飛び出し）」的活動首次登台。三位成員小嶋陽菜、高橋南、峯岸南均隸屬尾木製作經紀公司，雖共通點另有「都是AKB48第1期生隸屬Team A」，但三人表示當時在組成no3b之前彼此並不熟，直到組成no3b之後因共同工作的機會增多而變得感情要好。組成前曾參加AKB48公演並表演《純愛的漸強音》、《Bye Bye Bye》。
三人以母團AKB48的一員參與活動時，制服為主要服裝，然而「no3b」團名是來自脫去制服以「無袖」服裝亮相之意，因而取名爲“無袖團”（no sleeves），簡稱no3b。組合出道前其他的候選名稱有、「A」等。
2011年2月2日播出的《AKBINGO!》占卜特別單元中，此三人未來一年的手相運勢評級分列倒數三名，因此在場的小嶋陽菜、高橋南以改運之名被撒了鹽。

## 組合成員
| 姓名   | 所屬團體・隊伍 | 出生日期       | 血型 | 出身地 | （擔任角色）              |
| ------ | -------------- | -------------- | ---- | ------ | ------------------------- |
|        | 前AKB48 Team A | 1988年4月19日  | O型  | 埼玉縣 | 自己的步調  |
| 高橋南 | 前AKB48 Team A | 1991年4月8日   | AB型 | 東京都 | 認真（）                  |
| 峯岸南 | 前AKB48 Team K | 1992年11月15日 | B型  | 東京都 | 代言人（）                |

## 組合經歷
- 2008年11月26日發行出道單曲「Relax!」，為三名成員主演之電視劇「Men☆dol 〜帥男偶像〜」主題曲。
- 2009年3月發行第二張單曲「種子」獲得週榜第9名，成功進入前十名。
- 在no3b成立滿一周年的前1天(2009年11月25日)，第三張單曲「流星之吻」發行，獲得週榜第8名。
- 2010年4月，第四張單曲「Lie」發行，獲得週榜第5名。
- 2011年1月1日發售1st專輯『no3b』，獲得1月第二週週榜第一名[5]。
- 三人每週共同主持的廣播節目《No3b的「週刊no3部」》於2016年5月22日全新改版並更新所有單元，邁入第七年的播出。

## 音樂作品

### 單曲
| 序 號 | 發售日期       | 曲名         | 每週 排行 | 發售形式  | 唱片編號                                         | 備註                                       |
| ----- | -------------- | ------------ | --------- | --------- | ------------------------------------------------ | ------------------------------------------ |
| 1     | 2008年11月26日 | Relax!       | 13位      | CD CD+DVD | ESCL-3129 ESCL-3127・8                           | 通常盤 初回限定盤                          |
| 2     | 2009年3月18日  | 種子         | 9位       | CD CD+DVD | ESCL-3193 ESCL-3191・2                           | 通常盤 初回限定盤                          |
| 3     | 2009年11月25日 | 流星之吻     | 8位       | CD CD+DVD | ESCL-3327 ESCL-3321・2 ESCL-3323・4 ESCL-3325・6 | 通常盤 初回限定盤A 初回限定盤B 初回限定盤C |
| 4     | 2010年4月21日  | Lie          | 5位       | CD CD+DVD | ESCL-3424 ESCL-3418・9 ESCL-3420・1 ESCL-3422・3 | 通常盤 初回限定盤A 初回限定盤B 初回限定盤C |
| 5     | 2010年8月4日   | 只有你       | 6位       | CD CD+DVD | ESCL-3466 ESCL-3460・1 ESCL-3462・3 ESCL-3464・5 | 通常盤 初回限定盤A 初回限定盤B 初回限定盤C |
| 6     | 2011年3月2日   | Answer       | 2位       | CD CD+DVD | ESCL-3656 ESCL-3650・1 ESCL-3652・3 ESCL-3654・5 | 通常盤 初回限定盤A 初回限定盤B 初回限定盤C |
| 7     | 2011年6月29日  | 觸不到的唇   | 3位       | CD CD+DVD | ESCL-3727 ESCL-3721・2 ESCL-3723・4 ESCL-3725・6 | 通常盤 初回限定盤A 初回限定盤B 初回限定盤C |
| 8     | 2011年12月28日 | Pedicure day | 2位       | CD CD+DVD | ESCL-3796 ESCL-3790・1 ESCL-3792・3 ESCL-3794・5 | 通常盤 初回限定盤A 初回限定盤B 初回限定盤C |
| 9     | 2013年1月16日  | 蟋蟀人       | 2位       | CD CD+DVD | ESCL-3970 ESCL-3964 ESCL-3966 ESCL-3968          | 通常盤 初回限定盤A 初回限定盤B 初回限定盤C |

### 音樂影片
| 年分   | 影片     | 導演        |
| ------ | -------- | ----------- |
| 2008年 |          | [ 6 ] [ 7 ] |
| 2009年 |          | [ 6 ] [ 7 ] |
|        | 多田卓也 |             |
| 2010年 |          | 井上哲央    |
| 2010年 | [ 10 ]   |             |
| 2011年 |          | 中村汰洸    |
| 2011年 | 釘生悠伺 |             |

## 音樂合作
| 樂曲         | 主題歌使用                                                                                           | 備註                     |
| ------------ | --- | ------------------------ |
| 3seconds     | 東京電視台系電視劇24 『Men☆dol 〜帥男偶像〜』插曲                                                    | 配信限定單曲「3seconds」 |
| Relax!       | 東京電視台系電視劇24 『Men☆dol 〜帥男偶像〜』主題曲                                                  | 1st單曲「Relax!」        |
|              | 東京電視台系電視劇24 『Men☆dol 〜帥男偶像〜』插曲                                                    | 配信限定單曲 「」        |
| 種子         | 独立UHF局『鉄腕バーディー DECODE:02』片尾曲                                                          | 2nd單曲「種子」          |
| 流星之吻     | TBS系『ランク王国』 12月份、1月份片尾曲                                                              | 3rd單曲「流星之吻」      |
| Lie          | TBS系『有吉AKB共和國』片尾曲                                                                         | 4th單曲「Lie」           |
| 只有你       | au LISMO連續劇 『言霊の女たち。』主題曲 『汐留博覧会2010』主題曲 日本電視台『ジャック10』8月分片尾曲 | 5th單曲「只有你」        |
| Answer       | 日本電視台動畫 『惡魔奶爸』片尾曲                                                                    | 6th單曲「Answer」        |
| 後天、牙買加 | KDDI LISMO連續劇 『』主題曲                                                                          | 7th單曲 「觸不到的唇…」  |
| 蟋蟀人       | 富士電視台深夜音樂綜藝節目 『快餐咖啡店伊甸園』結尾曲                                                | 9th單曲「蟋蟀人」        |
|              | 日本電視台週六深夜連續劇 『小惠會使用魔法嗎？』主題曲                                                | 9th單曲「蟋蟀人」        |

## 出演

### 音樂節目
- MUSIC JAPAN（NHK綜合、2011年3月6日）

### 情報節目
- PON!（2010年4月17日 - 2011年3月25日、日本電視台） - 週五企劃「行けば大吉! 週末「華丸」スポット」。
- キュンキュン〜だからモテる!恋のキュンテク2010〜（2010年12月27日、每日放送（MBS電視台）） - MC
- 快餐咖啡店伊甸園（2012年10月21日 - 、富士電視台）

### 電視劇
- Men☆dol 〜帥男偶像〜（2008年10月10日 - 12月26日、東京電視台） - 主演

#### 網路劇
- 言霊の女たち。（2010年7月5日 - 26日、au LISMO） - 主演
- 続・言霊の女たち。（2011年6月3日 - 、KDDI au LISMO） - 主演

### 廣播
- no3b的「週刊no3部」（2009年10月9日 - 2016年12月25日[14]、日本放送）
- bayfm Meets AKB48 4th STAGE〜BREAK!〜（2009年11月23日、bayfm）
- 高橋みなみ・小嶋陽菜・峯岸みなみ・ノースリーブス的オールナイトニッポンR（2009年11月28日・2010年4月23日、日本放送）
- ノースリーブスのオールナイトニッポン（2010年12月29日、日本放送）

### Web
- de-view（页面存档备份，存于）（2008年10月 - ） - Girl訪問

### 活動
- a-nation 10th Anniversary for Life Charge ▶ Go! ウイダーinゼリー（2011年8月13日、名古屋市・名古屋市国際展示場野外特設会場）